# Black Arrow
A Black Arrow (fekete nyíl) az egyetlen angol fejlesztésű soros elrendezésű, könnyű, háromfokozatú hordozórakéta.

## Története
Tervezte és építette a Royal Aircraft Establishment (RAE) és a Saunders-Roe, majd a Westland Aircraft.
Űreszköz szállítására való tesztelése során a négy indításból kettő volt sikeres. 1971. október 28-án Woomera (Dél-Ausztrália) űrközpontból, az LA–5B (LC–Launch Complex) jelű indítóállásból a 4. kísérleti indítással még engedélyezték a Prospero műhold pályára állítását. Ezzel Anglia lett a hatodik nemzet, aki saját fejlesztésű hordozórakétával állított pályára műholdat. A sikeres indítás után végleg leállították a programot.
Teljes hossza 13 m, legnagyobb törzsátmérője 1,98 m, induló tömege 18,130 t. 200 km-as magasságba 73 kg hasznos terhet képes emelni. Építését, tesztelését 1964-ben kezdték, de hadrendbe nem állították, mert az amerikai Scout rakétát rendszeresítették atom robbanófej hordozóeszközeként. Első indítása 1969. június 27-én, az utolsó 1971. október 28-án történt.

### 1. fokozat
Négy folyékony hajtóanyagú Gamma 8 rakétahajtóművel rendelkezett. Hajtóanyaga RP–1 + hidrogén-peroxid. Hossza 6,86 m, törzsátmérője 1,98 m. Tömege 14,1042 t.

### 2. fokozat
Kettő folyékony hajtóanyagú Gamma 2 motor üzemeltette. Hajtóanyaga RP–1 + hidrogén-peroxid. Hossza 2,90 m, törzsátmérője 1,37 méter. Tömege 3537 kg.

### 3. fokozat
Egy szilárd hajtóanyagú Black Arrow-3 motor üzemeltette, üzemanyaga waxwing. A fokozat égési energiája juttatta pályára a Prospero műholdat. Hossza 1,22, törzsátmérője 0,69 m. Tömege 397 kg.